# Timbre musical
El timbre musical, conegut també com a color o qualitat del so, és un dels quatre atributs del so a més del to o altura, de la durada i de la intensitat o volum. Ens permet distingir dos o més sons que tinguin el mateix to, la mateixa durada i la mateixa intensitat. Gràcies al timbre, l'oïda humana és capaç de distingir la veu d'una persona de la d'una altra, o distingir diferents instruments musicals, fins i tot instruments de la mateixa família (per exemple, un violí i una viola, amb dos instruments de corda fregada).
El timbre és conferit a un so en virtut del seu espectre (la diferent quantitat i intensitat dels harmònics que el componen), de l'envolupant de l'ona (l'atac, la caiguda i la ressonància), i altres factors. Al seu torn, aquests elements depenen tant del(s) material(s) de què està fet l'instrument i que entren en vibració, com de la manera com fem sonar aquest instrument. Així, un mateix violí donarà timbres diferents segons que li posem cordes de tripa o de metall (el material) però també segons que el fem sonar fregant les cordes amb un arc o que pincem les cordes en pizzicato.
En el treball musical amb el timbre es basen la instrumentació, l'orquestració i els arranjaments.

## Atributs
Houtsma (1989) argumenta que el timbre és una sensació multidimensional: "Aquestes Propietats inclouen la distribució espectral del so; l'envolupant de l'ona […] la ràtio i profunditat de l'amplitud o modulació de freqüència i el grau de inharmonicitat entre els seus parcials. El timbre d'un so depèn, conseqüentment, de moltes variables físiques".

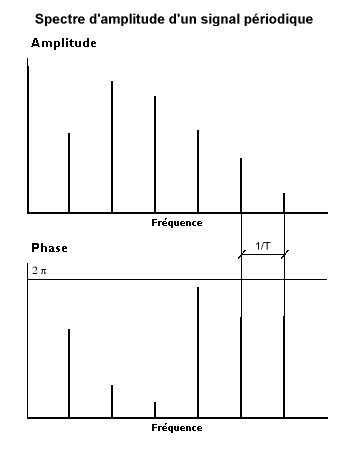
Espectre d'un so periòdic

### L'Espectre del So i els Harmònics
Els harmònics d'un so determinen en gran part el seu timbre. La Transformada de Fourier determina que tot so complex està format per la suma d'un nombre determinat d'ones simples a freqüències diferents. La freqüència més greu és anomenada freqüència fonamental, i l'altura que provoca dona nom a la nota, però la freqüència fonamental no és sempre la freqüència dominant. La freqüència dominant és la freqüència més audible, i és sempre un múltiple de la freqüència fonamental. Per exemple, la freqüència dominant en la flauta travessera és de dues vegades la seva freqüència fonamental. Altres freqüències significatives en l'espectre s'anomenen sobretons de la freqüència fonamental, i inclouen tant harmònics com parcials. Els harmònics són múltiples de la freqüència fonamental, com x2, x3, x4, etc. Els parcials són altres sobretons. La gran majoria d'instruments produeixen sons harmònics, però n'hi ha d'altres que produeixen sons inharmònics, com els plats i el carilló.
L'espectre de freqüència d'un fenomen ondulatori és una mesura de la distribució d'amplituds de cada freqüència. L'espectre es pot observar per a un so de durada variable i, per tant, es pot observar l'espectre d'una obra sencera, o d'un fragment petit.

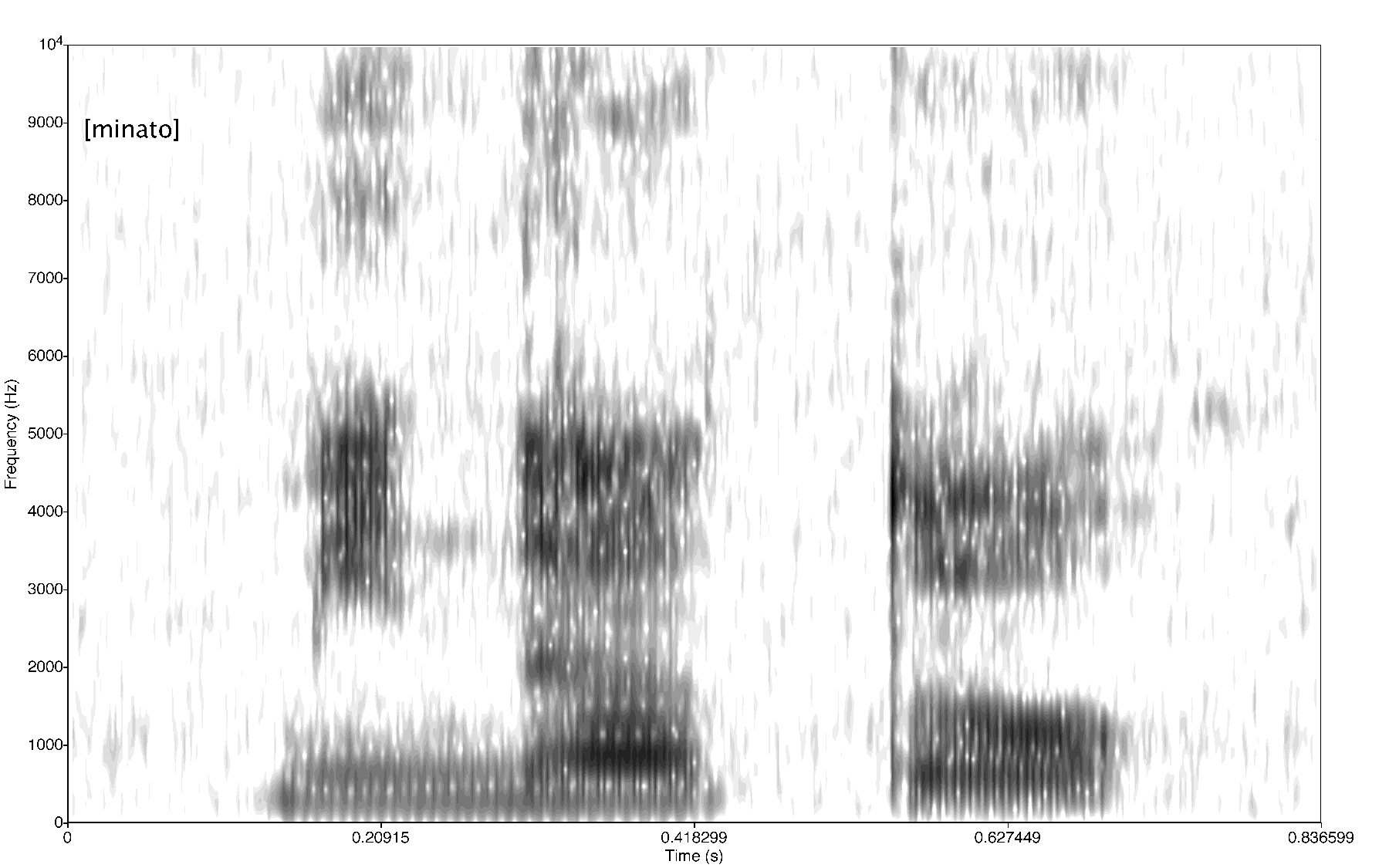
Exemple d'Espectrograma.

#### Els Formants
Els formants són les regions espectrals amb alt nivell d'energia, que imparteixen característiques distintives als sons. Els formants es poden veure de manera molt clara en un espectrograma, on es manifesten com a bandes fosques. Com més obscur és el formant en l'espectrograma, més intens és (hi ha més energia i és més audible).
El Formant del cantant és una habilitat desenvolupada per cantants masculins consistent a incrementar la sonoritat al voltant dels 3000hz per mitjà de la tècnica vocal, amb l'objectiu de destacar per sobre de l'orquestra.

### L'Envolupant del So (oEnvolvent acústic)
Els envolupants del so són funcions que representen l'evolució temporal d'amplitud dels parcials, de l'amplitud total, etc. d'un so. Constitueixen el factor temporal d'aquest so.
En l'àmbit psicoacústic, en deternimar la font d'un so (timbre), es creu que l'atac emmagatzema la major part de la informació. Per tant, la corba ADSR pot modificar la sensació tímbrica d'un so.
És important tenir en compte que cada component harmònic d'un so té el seu envolupant, que afecta a les sensacions tímbriques.

### Altres atributs
Houtsma(1989) argumenta que hi ha altres factors que afecten el timbre d'un so, com són la ràtio i profunditat de l'amplitud o modulació de freqüència i el grau d'inharmonicitat entre els seus parcials.

## Formes d'Ona amb Timbres Coneguts

Ona Sinusoïdal, Quadrada, Triangular i Dent de Serra

En l'àmbit musical, algunes formes d'ona confereixen timbres coneguts, que són utilitzats en la síntesi de so. És el cas de les ones sinusoidals, les ones triangulars, les ones quadrades i les ones en forma de dent de serra.